# Oratorio della confraternita della Santissima Trinità e di San Bernardino
L'oratorio della confraternita della Santissima Trinità e di San Bernardino è un oratorio di Castelmuzio, nel comune di Trequanda.

## Nota storica
L'edificio è legato alla figura di san Bernardino da Siena che, negli anni compresi tra il 1405 ed il 1410 si sarebbe recato più volte a Castelmuzio; nel suo peregrinare egli usava riposarsi su una grande pietra nelle vicinanze del paese; nel corso del Seicento, la pietra venne divisa in due parti: una venne inserita nel monumento all'ingresso del paese, l'altra sotto la mensa dell'altare dell'oratorio.
Dal 1973 la chiesa ed i locali adiacenti della sagrestia ad essa sono sede del Museo di arte sacra.

## Descrizione
L'esterno è denotato da un campanile a torre in mattoni collocato a lato del portale architravato, posto lungo il fianco destro della chiesa.
L'interno è ad unica navata divisa in tre campate da paraste rilevate su cui si impostano archi a tutto sesto sorreggenti volta a velavolte a vela. Sull'altar maggiore si trova la grande tela La santissima Trinità ed i santi Bartolomeo e Bernardino da Siena.

### Chiesa
Nella chiesa sono conservate tele e pale d'altare:
- Madonna con Bambino e i santi Bernardino, Sebastiano, Nicola e Bonaventura di Matteo di Giovanni, proveniente dalla chiesa parrocchiale di Santa Maria Assunta,
- San Bernardino da Siena di Giovanni di Paolo,
- Madonna col Bambino della scuola di Duccio di Buoninsegna,
- Santissima Trinità con i santi Bernardino e Bartolomeo, di autore ignoto, posta sull'altar maggiore della chiesetta,
- Stalli lignei ottocenteschi, lungo le pareti laterali,
- due Angeli tedofori che affiancano il tronetto delle reliquie di san Bernardino da Siena.

### Sagrestia
Nella sagrestia sono raccolti prevalentemente oggetti d'altare:
- reliquiari in legno dorato,;
- due messali settecenteschi,
- Ostensorio e pissidi ottocentesche,
- pianeta con relativi stola e manipolo,
- tela raffigurante la Madonna con angeli.

### Pellegrinaio
- Reliquiari ad obelisco,
- candelabri in legno dipinto,
- vari oggetti processionali,
- statue dell'Addolorata e del Cristo Morto.